# 대전보훈요양원
대전보훈요양원(大田報勳療養院)은 가정에서 보살피기 어려운 국가유공자와 그 유족 뿐만 아니라 지역 노인들에게 체계적인 요양서비스를 제공하기 위하여 설립된 대한민국 국가보훈처 산하 한국보훈복지의료공단에서 운영하는 보훈요양원이다.대전광역시 유성구 (죽동 9000-1)에 위치하고 있다.

## 연혁
{{빈 문단}정형화된 네과

## 같이 보기
- 광주보훈요양원
- 수원보훈요양원
- 대구보훈요양원
- 원주보훈요양원